# 平野駅 (JR西日本)
平野駅（ひらのえき）は、大阪市平野区平野元町にある、西日本旅客鉄道（JR西日本）の駅である。駅番号はJR-Q22。

## 乗り入れ路線
関西本線を所属線としている。旅客駅はアーバンネットワーク内にあり、関西本線は「大和路線」の路線愛称設定区間に含まれている。
このほか当駅からは日本貨物鉄道（JR貨物）の第一種鉄道事業者区間となっている百済貨物ターミナル駅への関西本線支線、およびおおさか東線の正覚寺信号場から分岐するJR西日本の片町線支線（城東貨物線の一部。城東貨物南連絡線とも呼ぶ）が接続しており、貨物列車の運行では両路線が一体となっている。

## 歴史
- 1889年（明治22年）5月14日：大阪鉄道 (初代)が湊町駅（現・JR難波駅） - 柏原駅間で開通した際に、同線の駅（一般駅）として開業[3]。
- 1900年（明治33年）
  - 5月：跨線橋を設置[4]。
  - 6月6日：大阪鉄道の路線を関西鉄道が承継、同線の駅となる。
- 1907年（明治40年）10月1日：関西鉄道が国有化[3]。官営鉄道の駅となる[3]。
- 1909年（明治42年）10月12日：線路名称設定により、関西本線を所属となる[5]。
- 1931年（昭和6年）8月10日：片町線貨物支線（城東貨物線）が放出駅から開通。関西本線との合流点に正覚寺信号場（初代）を設置。
- 1939年（昭和14年）10月15日：正覚寺信号場（初代）が当駅に統合され廃止。
- 1941年（昭和16年）7月25日：当駅から再独立する形で正覚寺信号場（2代目）開設。
- 1961年（昭和36年）12月10日：正覚寺信号場（2代目）が再び当駅に統合され廃止。
- 1963年（昭和38年）10月1日：貨物営業廃止（旅客駅となる）[3]。関西本線の貨物支線が百済駅（現・百済貨物ターミナル駅）まで開通。
- 1967年（昭和42年）3月：跨線橋架け替え[4]。
- 1973年（昭和48年）12月26日：駅構内で列車の平野駅列車脱線転覆事故が発生。ATS-Pの開発のきっかけとなった事故である。
- 1984年（昭和59年）12月12日：橋上駅舎化[1]。
- 1987年（昭和62年）4月1日：国鉄分割民営化により、西日本旅客鉄道（JR西日本）の駅となる[3]。ただし、百済駅への関西本線貨物支線は日本貨物鉄道（JR貨物）に承継。
- 1988年（昭和63年）3月13日：路線愛称の制定により、関西本線で「大和路線」の愛称を使用開始。
- 1998年（平成10年）7月8日：自動改札機を設置し、供用開始[6]。
- 2003年（平成15年）11月1日：ICカード「ICOCA」の利用が可能となる[7]。
- 2009年（平成21年）10月4日：大阪環状・大和路線運行管理システム導入。
- 2010年（平成22年）12月4日：ホームのかさ上げ工事が完成。
- 2018年（平成30年）3月17日：駅ナンバリングが導入され、使用を開始。
- 2022年（令和4年）2月23日：南口駅前広場に設置されていた時計台が倒壊する[8][9]。
- 2024年（令和6年）
  - 6月13日：みどりの券売機プラスを導入[10]。
  - 6月30日：みどりの窓口の営業を終了[10]。

## 駅構造

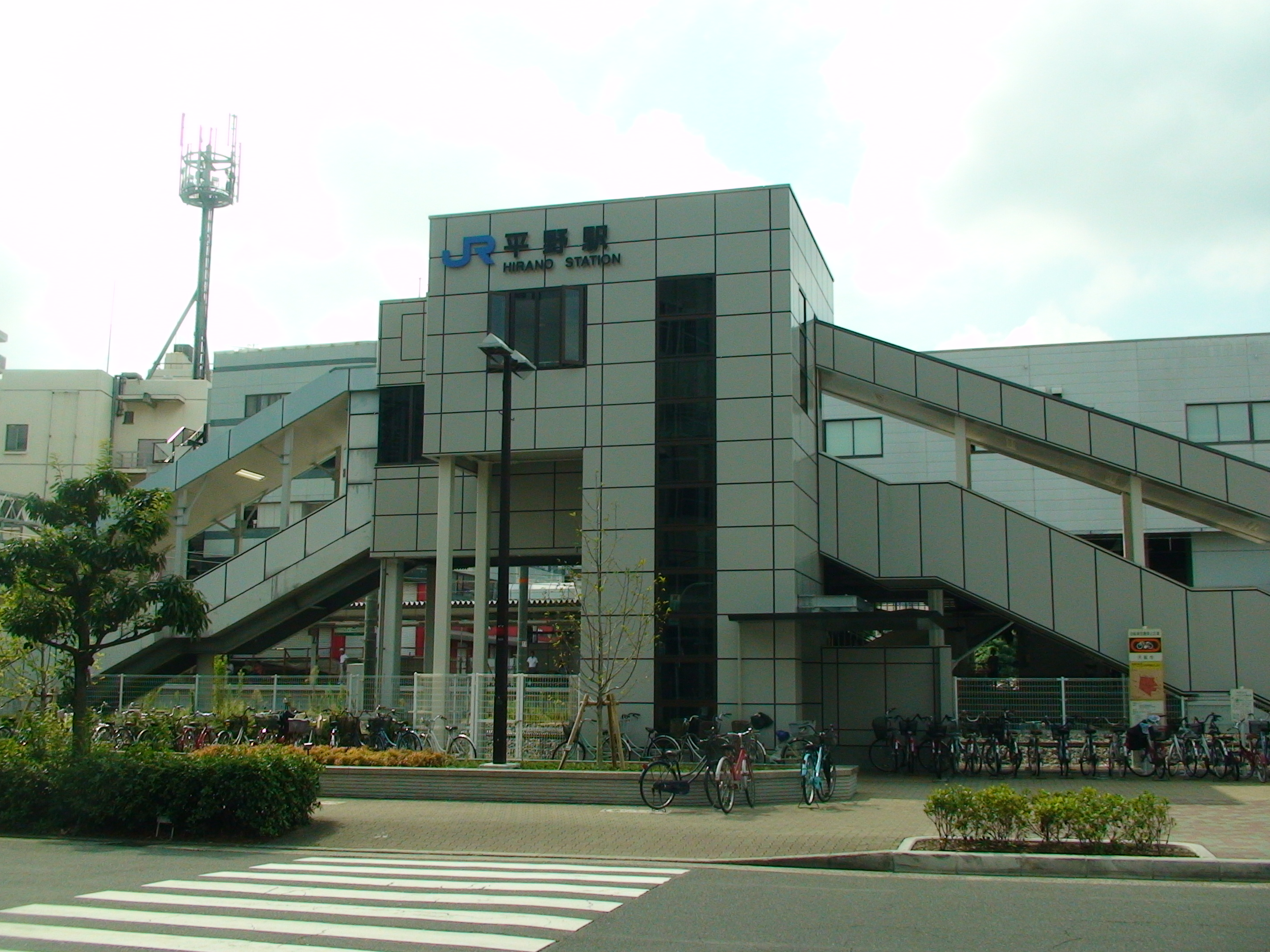
北口（2010年9月）

旅客営業を行っている関西本線（大和路線）は、単式ホーム1面1線と島式ホーム1面2線、計2面3線のホームと通過線（天王寺方面）1線を有する地上駅で、橋上駅舎を持つ。2・3番のりばが島式ホームとなっている。さらに、北側に貨物専用線を1線有する。
天王寺駅が管理している直営駅で、ICカード乗車券「ICOCA」が利用できる（相互利用可能ICカードはICOCAの項を参照）。特定都区市内制度における「大阪市内」に属する駅である。

### のりば
| のりば | 路線     | 方向 | 行先                      |
| ------ | -------- | ---- | ------------------------- |
| 1      | 大和路線 | 下り | 天王寺・JR難波・大阪方面  |
| 2・3   | 大和路線 | 上り | 王寺・奈良方面 / 高田方面 |

- 上表の路線名は旅客案内上の名称（愛称）で表記している。

付記事項
- 3番のりばでは、定期旅客列車は天王寺方面からの列車しか着発しないが、貨物列車のみ奈良方面からの通過が存在する。そのため駅放送も双方向からの通過を想定したものとなっている。
- 1番のりばが下り副本線、2番のりばが上り本線、3番のりばが副本線である。
- 下り本線は1番のりばと2番のりばの間にホームのない通過線として存在し、快速列車などが通過する。平日朝7時台の全てのJR難波行きと一部の王寺行きの普通列車は当駅で通過待ちを行う。また、平日夕ラッシュの柏原行きの普通列車に限って3番のりばで快速列車の待避を行う。
- 運転取り扱い上では、1番のりばが「1番線」、通過線が「2番線」、2番のりばが「3番線」、3番のりばが「4番線」となっている。

### 配線図
|                       | ↑ おおさか東線 放出方面                                         |                     |
| ← 関西本線 JR難波方面 | 久宝寺駅 - 平野駅間および久宝寺駅 - 衣摺加美北駅間 構内配線略図 | → 関西本線 加茂方面 |
| 凡例 出典:            |                                                                 |                     |

### 配線変更工事
かつては、3番のりばが上り本線、2番のりばが上り副本線であった。2番のりばは、城東貨物線からの貨物列車が百済駅（現・百済貨物ターミナル駅）への入線待ちで停車したり、奈良方面行き普通列車が通過列車を待避するのに使用していた。後述の貨物専用線新設工事に伴い、貨物列車は4番線の北側に新設された5番線を2010年5月23日から使用している。その後、2番のりばは上り線改良工事のため一旦使用休止した後、2010年10月30日から上り本線として使用が開始された。これと入れ替わりに3番のりばが改良工事のため使用休止となったが、2011年3月12日から上り副本線として使用が開始された。

## 百済第一信号場
関西本線上の平野駅から加美駅寄りに設けられた、おおさか東線正覚寺信号場（放出駅方面）へ向かう片町線貨物支線（城東貨物南連絡線）との分岐点にある信号施設である。正式には平野駅構内の扱いであり、独立した信号場ではないが、貨物列車の時刻表では百済第一信号場は採時駅として記載されていた。ただし一時期は独立した信号場として扱われ、こちらが「正覚寺信号場」を名乗っていた。
2010年10月29日までは、放出駅からおおさか東線を経由して百済駅（現・百済貨物ターミナル駅、貨物駅）に向かう貨物列車は関西本線（大和路線）に合流して当駅まで約700メートルを上り線を逆走する形で平野駅の2番のりばに入り、そこから百済駅へ進入していた。貨物線から百済駅方面へは、関西本線への合流部が百済第1場内、平野駅への進入が百済第2場内、平野駅から百済駅への進入が百済第3場内となっていた。
この信号場は1931年に片町線貨物支線として放出駅 - 平野駅間が開業した際に「正覚寺信号場」（初代）として設置されたが、1939年に八尾駅への片町線貨物支線が開業した際に平野駅の構内扱いとなった。1941年に平野駅から再び独立して「正覚寺信号場」（2代目）となったが、1961年に再度平野駅の構内扱いとなった。なお、「正覚寺信号場」の名称はその後、おおさか東線上の久宝寺駅方面と城東貨物南連絡線（平野駅方面）の分岐点に継承されている（正覚寺信号場を参照のこと）。
梅田駅の貨物機能の一部が百済駅に移転に伴う百済駅改修事業の一環として、百済第一信号場 - 当駅間に貨物専用線が新設される工事が行われ、2010年10月30日に貨物専用線の使用を開始し、貨物列車と旅客列車の走行線路が分離された。これにより百済第一信号場は廃止された。

## 利用状況
2023年（令和5年）度の1日平均乗車人員は9,528人である。
各年度の1日平均乗車人員の推移は以下の通りである。
| 年度               | 1日平均 乗車人員 | 出典          |
| ------------------ | ---------------- | ------------- |
| 1988年（昭和63年） | 13,487           | [ 大阪府 1 ]  |
| 1989年（平成元年） | 13,315           | [ 大阪府 1 ]  |
| 1990年（平成02年） | 13,083           | [ 大阪府 2 ]  |
| 1991年（平成03年） | 12,974           | [ 大阪府 3 ]  |
| 1992年（平成04年） | 12,823           | [ 大阪府 4 ]  |
| 1993年（平成05年） | 12,594           | [ 大阪府 5 ]  |
| 1994年（平成06年） | 12,714           | [ 大阪府 6 ]  |
| 1995年（平成07年） | 12,773           | [ 大阪府 7 ]  |
| 1996年（平成08年） | 12,766           | [ 大阪府 8 ]  |
| 1997年（平成09年） | 12,477           | [ 大阪府 9 ]  |
| 1998年（平成10年） | 12,266           | [ 大阪府 10 ] |
| 1999年（平成11年） | 12,042           | [ 大阪府 11 ] |
| 2000年（平成12年） | 11,860           | [ 大阪府 12 ] |
| 2001年（平成13年） | 11,862           | [ 大阪府 13 ] |
| 2002年（平成14年） | 11,721           | [ 大阪府 14 ] |
| 2003年（平成15年） | 11,861           | [ 大阪府 15 ] |
| 2004年（平成16年） | 11,838           | [ 大阪府 16 ] |
| 2005年（平成17年） | 11,807           | [ 大阪府 17 ] |
| 2006年（平成18年） | 11,831           | [ 大阪府 18 ] |
| 2007年（平成19年） | 11,606           | [ 大阪府 19 ] |
| 2008年（平成20年） | 11,500           | [ 大阪府 20 ] |
| 2009年（平成21年） | 11,187           | [ 大阪府 21 ] |
| 2010年（平成22年） | 11,377           | [ 大阪府 22 ] |
| 2011年（平成23年） | 11,572           | [ 大阪府 23 ] |
| 2012年（平成24年） | 11,548           | [ 大阪府 24 ] |
| 2013年（平成25年） | 11,824           | [ 大阪府 25 ] |
| 2014年（平成26年） | 11,606           | [ 大阪府 26 ] |
| 2015年（平成27年） | 11,639           | [ 大阪府 27 ] |
| 2016年（平成28年） | 11,457           | [ 大阪府 28 ] |
| 2017年（平成29年） | 11,428           | [ 大阪府 29 ] |
| 2018年（平成30年） | 11,162           | [ 大阪府 30 ] |
| 2019年（令和元年） | 10,848           | [ 大阪府 31 ] |
| 2020年（令和02年） | 8,751            | [ 大阪府 32 ] |
| 2021年（令和03年） | 8,963            | [ 大阪府 33 ] |
| 2022年（令和04年） | 9,463            | [ 大阪府 34 ] |
| 2023年（令和05年） | 9,528            | [ 大阪府 35 ] |

## 駅周辺
同一名称である大阪市営地下鉄（現・大阪市高速電気軌道〈Osaka Metro〉）平野駅は当駅からは1 km以上離れた所にある。
- 平野郷
  - 平野町ぐるみ博物館
  - 新聞屋さん博物館
- 杭全神社
- 宇賀神社
- 大念仏寺
- 旭神社
- 全興寺
- 長寶寺
- 満願寺
- プロムナード平野（南海平野線平野停留場跡）
- 天王寺学館高等学校
- 大阪市立平野北中学校
- 大阪市立平野小学校
- 大阪市立加美北小学校
- 西平野幼稚園
- イズミヤ平野店
- ライフ平野西脇店
- 万代巽南店
- ニトリ平野店
- キリン堂平野西脇店
- ウエルシア 平野駅前店
- みずほ銀行 平野支店
- 日本郵便 大阪平野北郵便局
- 日本郵便 平野大念仏寺前郵便局
- 大阪市下水道局平野市町抽水所
- 大阪市立平野図書館
- 赤城水産関西工場
- 日本電気化学工業所平野工場
- 南巽駅（Osaka Metro千日前線）- 北へ約1.3 km。
- 国道25号
- 国道479号（大阪内環状線）

## バス路線
「JR平野駅」停留所および「JR平野駅筋」停留所にて、大阪シティバスの路線が発着する。
| 停留所名            | 系統 | 行先         | 行先               | 担当   | 備考                                   |
| 停留所名            | 系統 | 北行き       | 南行き             | 担当   | 備考                                   |
| ------------------- | ---- | ------------ | ------------------ | ------ | -------------------------------------- |
| JR平野駅 JR平野駅筋 | 19   | 地下鉄今里   | 加美東三丁目北     | 守口   | JR平野駅筋の北行きは他とのりばが異なる |
| JR平野駅 JR平野駅筋 | 30   | あべの橋     | 平野区役所前       | 住吉   | JR平野駅筋の北行きは他とのりばが異なる |
| JR平野駅筋          | 1    | あべの橋     | 出戸バスターミナル | 住吉   |                                        |
| JR平野駅筋          | 9    | 平野区役所前 | 出戸バスターミナル | 住之江 |                                        |

## 隣の駅
西日本旅客鉄道（JR西日本）
 大和路線（関西本線）
■大和路快速・■快速・■区間快速
通過
■普通
加美駅 (JR-Q23) - 平野駅 (JR-Q22) - 東部市場前駅 (JR-Q21)
片町線貨物支線（城東貨物南連絡線、旅客列車の運転なし）
正覚寺信号場 - 平野駅
日本貨物鉄道（JR貨物）
関西本線貨物支線（旅客運行なし）
平野駅 - （貨）百済貨物ターミナル駅

### 記事本文

### 利用状況
1. ↑  大阪府統計年鑑 - 大阪府
2. ↑  大阪市統計書 - 大阪市

#### 大阪府統計年鑑
1. 1 2  大阪府統計年鑑（平成2年） (PDF)
2. ↑  大阪府統計年鑑（平成3年） (PDF)
3. ↑  大阪府統計年鑑（平成4年） (PDF)
4. ↑  大阪府統計年鑑（平成5年） (PDF)
5. ↑  大阪府統計年鑑（平成6年） (PDF)
6. ↑  大阪府統計年鑑（平成7年） (PDF)
7. ↑  大阪府統計年鑑（平成8年） (PDF)
8. ↑  大阪府統計年鑑（平成9年） (PDF)
9. ↑  大阪府統計年鑑（平成10年） (PDF)
10. ↑  大阪府統計年鑑（平成11年） (PDF)
11. ↑  大阪府統計年鑑（平成12年） (PDF)
12. ↑  大阪府統計年鑑（平成13年） (PDF)
13. ↑  大阪府統計年鑑（平成14年） (PDF)
14. ↑  大阪府統計年鑑（平成15年） (PDF)
15. ↑  大阪府統計年鑑（平成16年） (PDF)
16. ↑  大阪府統計年鑑（平成17年） (PDF)
17. ↑  大阪府統計年鑑（平成18年） (PDF)
18. ↑  大阪府統計年鑑（平成19年） (PDF)
19. ↑  大阪府統計年鑑（平成20年） (PDF)
20. ↑  大阪府統計年鑑（平成21年） (PDF)
21. ↑  大阪府統計年鑑（平成22年） (PDF)
22. ↑  大阪府統計年鑑（平成23年） (PDF)
23. ↑  大阪府統計年鑑（平成24年） (PDF)
24. ↑  大阪府統計年鑑（平成25年） (PDF)
25. ↑  大阪府統計年鑑（平成26年） (PDF)
26. ↑  大阪府統計年鑑（平成27年） (PDF)
27. ↑  大阪府統計年鑑（平成28年） (PDF)
28. ↑  大阪府統計年鑑（平成29年） (PDF)
29. ↑  大阪府統計年鑑（平成30年） (PDF)
30. ↑  大阪府統計年鑑（令和元年） (PDF)
31. ↑  大阪府統計年鑑（令和2年） (PDF)
32. ↑  大阪府統計年鑑（令和3年） (PDF)
33. ↑  大阪府統計年鑑（令和4年） (PDF)
34. ↑  大阪府統計年鑑（令和5年） (PDF)
35. ↑  大阪府統計年鑑（令和6年） (PDF)